# Lomaptera allardi
Lomaptera allardi är en skalbaggsart som beskrevs av Rigout 1997. Lomaptera allardi ingår i släktet Lomaptera och familjen Cetoniidae. Inga underarter finns listade i Catalogue of Life.